# Kąty Czernickie (osada leśna)
Kąty Czernickie – osada leśna w Polsce położona w województwie mazowieckim, w powiecie wołomińskim, w gminie Strachówka.
W latach 1975–1998 miejscowość administracyjnie należała do województwa siedleckiego.